# Thescelosaurus edmontonensis
Thescelosaurus edmontonensis es una especie del género extinto Thescelosaurus (gr. "reptil maravilloso") de dinosaurio ornitópodo tescelosáurido, que vivió a finales del período Cretácico, aproximadamente entre 70 y 66 millones de años, en el Maastrichtiense, en lo que hoy es Norteamérica. Fue nombrado por Sternberg en 1940. Su espécimen tipo es NMC No. 8537, un esqueleto casi completo con cráneo parcial y extremidades anteriores parciales. Su localidad tipo está a 8 millas al noroeste de Rumsey, que se encuentra en una arenisca terrestre del Maastrichtiano en la Formación Scollard de Canadá.